# Overlegcomité
Het Overlegcomité (Frans: le Comité de concertation) is een orgaan waarin vertegenwoordigers zetelen van de verschillende Belgische regeringen om overleg te plegen en conflicten te voorkomen of beslechten.
Door de staatshervorming telt België momenteel zes regeringen. Om enige coherentie te bewaren in het beleid, is het dan nodig om een orgaan te creëren waarin de verschillende regeringen elkaar regelmatig ontmoeten en overleg kunnen plegen. Daartoe werd het Overlegcomité opgericht.
In de samenstelling van dit comité is een dubbele pariteit gehanteerd: er zitten evenveel Nederlandstaligen als Franstaligen in en evenveel leden van de federale regering als van de regeringen van de gemeenschappen en gewesten. Concreet zetelen volgende personen in het Overlegcomité:
- de premier, die de vergadering voorzit
- vijf leden van de federale regering
- de minister-president van de Vlaamse regering
- een minister uit de Vlaamse regering
- de minister-president van de Franse Gemeenschapsregering
- de minister-president van de Waalse Gewestregering
- de minister-president van de Brusselse Hoofdstedelijke Regering
- een minister uit de Brusselse Hoofdstedelijke Regering, van de andere taalgroep dan de minister-president (in de praktijk dus van de Nederlandse taalgroep)
- wanneer het gaat om een aangelegenheid die de Duitstalige Gemeenschap aanbelangt, woont ook de minister-president van de Duitstalige Gemeenschapsregering de vergadering bij.

Beslissingen worden genomen bij consensus.
Het Overlegcomité is bijvoorbeeld van belang bij de voorkoming van bevoegdheidsconflicten en de beslechting van belangenconflicten. Het Overlegcomité trad ook op de voorgrond in 2020, tijdens de coronacrisis, toen het de beslissingen van de Nationale Veiligheidsraad begeleidde of overnam, en opnieuw in 2022 tijdens de energiecrisis. 

## Interministeriële Conferenties
Het Overlegcomité kan een specifieke Interministeriële Conferentie (IMC) instellen voor overleg tussen federale en gewestelijke ministers van een beleidsdomein. Zo werden in 2015 een aantal conferenties voorzien. Op het Overlegcomité van 18 december 2020 werd de reeks als volgt uitgebreid:
- Ambtenarenzaken en Modernisering van de overheidsdiensten
- Arbeidsmarktbeleid, Socio-professionele en Sociale Inschakeling
- Binnenlandse Zaken
- Buitenlands beleid
- Buitenlandse handel
- Duurzame Ontwikkeling
- Economie, KMO's, Zelfstandigen en Energie
- Financiën en Begroting
- Grootstedenbeleid, Integratie en Huisvesting
- Institutionele Hervormingen
- Justitiehuizen
- Landbouwbeleid
- Leefmilieu
- Mobiliteit, Infrastructuur en Telecommunicatie
- Racismebestrijding
- Statistiek
- Strategische Investeringen
- Veiligheids- en Handhavingsbeleid
- Volksgezondheid
- Vrouwenrechten
- Welzijn, Sport en Familie
- Wetenschapsbeleid en cultuur